# Givry, Ardennes
 Givry  là một xã ở tỉnh Ardennes, thuộc vùng Grand Est ở phía bắc nước Pháp.